# Van Helsing (film)
Van Helsing är en amerikansk/tjeckisk skräck/action-film från 2004 med Abraham Van Helsing som brottsbekämpare och monsterjägare med en mångfald konfessionella symboler.

## Handling
För länge sedan lovade den transsylvanske riddaren Velkan I Valerious, att han och hans efterträdare inte skulle få ro, eller gå genom Himlens portar, förrän de befriat landet ifrån den fruktansvärda terror som hållit dem fångade, i form av Djävulens son, greve Dracula.
Anna Valerious är prinsessa av en romsk klan i Transsylvanien, Rumänien. Hennes far Boris kidnappas av Greve Dracula år 1887 och dödas kort därefter under ett experiment då Dracula försöker väcka sina barn. Efter fadern, blir Velkan II Valerious, Annas äldre bror, kung över Transsylvanien. Men under ett försök att döda en varulv som plågat dem länge blir Velkan själv biten när han försöker skydda sin syster. Anna tror först att Velkan är död men upptäcker sedan att han är vid liv då han ertappas i borgen. Men eftersom Velkan blivit biten av varulven blir han förvandlad till varulv varje fullmåne. I och med det blir Velkan mot sin vilja spion åt Dracula som kan kontrollera honom med sina krafter.
Några veckor senare anländer Van Helsing och munken (novisen) Carl till Transsylvanien. Van Helsing är Roms utsände för att skydda Anna och rädda hennes familj undan terrorn genom att döda Dracula. Men Anna, som är väldigt tjurskallig, vägrar ta emot hans hjälp. Men innan hon får en chans att döda honom attackeras byn av Draculas tre fruar; Aleera, Verona och Marishka.
Anna får panik då hon vet att de har kommit för att göra slut på den återstående av hennes familj: hon själv. Till slut dödar Van Helsing Marishka genom att skjuta pilar på henne, doppade i vigvatten. Det är då som Anna börjar lita på Van Helsing och tillåter honom och Carl att hjälpa henne i kampen. Efter att ha kämpat sida vid sida ett tag blir Anna och Van Helsing slutligen förälskade i varandra.

## Om filmen
Van Helsing är regisserad av Stephen Sommers, som även skrivit filmens manus.

## Rollista (i urval)
- Hugh Jackman – Van Helsing
- Kate Beckinsale – Anna Valerious
- Richard Roxburgh – Count Vladislaus Dracula
- David Wenham – Carl
- Shuler Hensley – Frankensteins monster
- Elena Anaya – Aleera
- Will Kemp – Velkan
- Kevin J. O'Connor – Igor
- Alun Armstrong – Cardinal Jinette
- Silvia Colloca – Verona
- Josie Maran – Marishka
- Robbie Coltrane – Mr. Hyde